# Cephalodasys lobocercus
Cephalodasys lobocercus är en djurart som tillhör fylumet bukhårsdjur, och som beskrevs av Boaden 1960. Cephalodasys lobocercus ingår i släktet Cephalodasys, och familjen Lepidodasyidae. Arten är reproducerande i Sverige.